# Hanna Łyczbińska
Hanna Łyczbińska, née le 20 avril 1990, est une escrimeuse polonaise, pratiquant le fleuret.

## Biographie
Hanna Łyczbińska est la sœur jumelle de Marta Łyczbińska.

## Palmarès
- Championnats de Pologne
  -  Médaille d'or en individuel aux championnats de Pologne
  -  Médaille d'or par équipes aux championnats de Pologne à deux reprises
  -  Médaille de bronze en individuel aux championnats de Pologne
  -  Médaille de bronze par équipes aux championnats de Pologne à trois reprises